# Aeroporto Internazionale di Gander
L'Aeroporto Internazionale di Gander (IATA: YQX, ICAO: CYQX), è un aeroporto civile situato nei pressi della cittadina di Gander, in Canada, nella provincia di Terranova e Labrador.
La Canadian Forces Base Gander, base aerea operata dalla Royal Canadian Air Force, ne condivide il campo d'aviazione tenendo tuttavia le sue strutture separate dall'aeroporto. L'aeroporto viene talvolta indicato in inglese Crossroads of the World, "Crocevia del mondo" ed è classificato come aeroporto internazionale da Transport Canada.
L'aeroporto è anche un'importante pista di atterraggio d'emergenza per gli aerei di grandi dimensioni in servizio transatlantico nel sistema ETOPS, che richiede agli aerei di avere sempre meno di una certa distanza da un sito di atterraggio adeguato. Il suo aeroporto alternato designato è l'Aeroporto Internazionale di Stephenville (IATA: YJT, ICAO: CYJT) distante 296 km (160 nmi).

## Struttura
La struttura, gestita dalla Gander International Airport Authority, è dotata di un terminal e di due piste con fondo in asfalto, una più corta, con orientamento 13/31, lunga 2 713 m (8 900 ft) e larga 46 m (150 ft), e la maggiore, con orientamento 03/21, lunga 3 109 m (10 200 ft) e della medesima larghezza, che nell'agosto 2004 cambiò l'orientamento da 04/22, pista che ha subito un progetto di riabilitazione globale da 10 milioni di dollari, completato nel settembre 2012. Quest'ultima, durante il suo periodo operativo, è stata inoltre designata come pista di atterraggio di emergenza per lo Space Shuttle della NASA.
Una terza pista, con orientamento 09/27 e dimensioni 572 x 15 m (1 875 x 50 ft) non è in uso.

## Statistiche
Questo grafico non è disponibile a causa di un problema tecnico.
Si prega di non rimuoverlo.
Vedi la query Wikidata di origine.